# Ekwador na Letnich Igrzyskach Olimpijskich 2016
Ekwador na Letnich Igrzyskach Olimpijskich 2016 reprezentowało 38 zawodników: 24 mężczyzn i 14 kobiet. Był to czternasty start reprezentacji Ekwadoru na letnich igrzyskach olimpijskich.

## Skład kadry

### Boks
Mężczyźni
| Zawodnik             | Konkurencja | 1/16                   | 1/8                             | Ćwierćfinał               | Półfinał         | Finał            | Finał   |
| Zawodnik             | Konkurencja | Przeciwnik Wynik       | Przeciwnik Wynik                | Przeciwnik Wynik          | Przeciwnik Wynik | Przeciwnik Wynik | Miejsce |
| -------------------- | ----------- | ---------------------- | ------------------------------- | ------------------------- | ---------------- | ---------------- | ------- |
| Carlos Quipo         | 49 kg       | BYE                    | Gankhuyagiin Gan-Erdene W 3 – 0 | Nico Hernández P 0 – 3    | NQ               | NQ               | 5.      |
| Marlo Delgado        | 75 kg       | Endry José Pinto W 3:0 | Christian Mbilli Assomo P 1:2   | NQ                        | NQ               | NQ               | 9.      |
| Carlos Andrés Mina   | 81 kg       | Serge Michel W 3 – 0   | Joseph Ward W 3 – 0             | Mathieu Bauderlique P TKO | NQ               | NQ               | 5.      |
| Julio Cesar Castillo | 91 kg       |                        | Rustam Tulaganov P 0 – 3        | NQ                        | NQ               | NQ               | 9.      |

### Judo
Mężczyźni
| Zawodnik        | Konkurencja | 1/32             | 1/16                           | 1/8              | Ćwierćfinał      | Półfinał         | Pierwsza runda repasaży | Półfinał repasaży | Finał            | Finał   |
| Zawodnik        | Konkurencja | Przeciwnik Wynik | Przeciwnik Wynik               | Przeciwnik Wynik | Przeciwnik Wynik | Przeciwnik Wynik | Przeciwnik Wynik        | Przeciwnik Wynik  | Przeciwnik Wynik | Pozycja |
| --------------- | ----------- | ---------------- | ------------------------------ | ---------------- | ---------------- | ---------------- | ----------------------- | ----------------- | ---------------- | ------- |
| Lenin Preciado  | −60 kg      | BYE              | Ludovic Chammartin P 002 – 010 | NQ               | NQ               | NQ               | NQ                      | NQ                | NQ               | 17.     |
| Freddy Figueroa | +100 kg     |                  | Kim Sung-min P 000 – 102       | NQ               | NQ               | NQ               | NQ                      | NQ                | NQ               | 17.     |

Kobiety
| Zawodniczka      | Konkurencja | 1/16                            | 1/8                                  | Ćwierćfinał         | Półfinał            | Pierwsza runda repasaży | Półfinał repasaży   | Finał               | Finał   |
| Zawodniczka      | Konkurencja | Przeciwniczka Wynik             | Przeciwniczka Wynik                  | Przeciwniczka Wynik | Przeciwniczka Wynik | Przeciwniczka Wynik     | Przeciwniczka Wynik | Przeciwniczka Wynik | Pozycja |
| ---------------- | ----------- | ------------------------------- | ------------------------------------ | ------------------- | ------------------- | ----------------------- | ------------------- | ------------------- | ------- |
| Estefania Garcia | – 63 kg     | Mamadama Bangoura W 1003 – 0004 | Kathrin Unterwurzacher P 0001 – 1000 | NQ                  | NQ                  | NQ                      | NQ                  | NQ                  | 9.      |

### Jeździectwo
| Zawodnik         | Konkurencja        | Ujeżdżenie | Cross country | Skoki (runda kwalifikacyjna) | Razem | Skoki (runda finałowa) | Finał | Pozycja |
| ---------------- | ------------------ | ---------- | ------------- | ---------------------------- | ----- | ---------------------- | ----- | ------- |
| Lionel Wettstein | WKKW indywidualnie | 56,00      | DNF           | DNF                          | DNF   | DNF                    | DNF   | DNF     |

### Kajakarstwo
Mężczyźni
| Zawodnik                | Konkurencja | Eliminacje | Eliminacje | Półfinały | Półfinały | Finał A/B | Finał A/B | Pozycja |
| Zawodnik                | Konkurencja | Czas       | Pozycja    | Czas      | Pozycja   | Czas      | Pozycja   | Pozycja |
| ----------------------- | ----------- | ---------- | ---------- | --------- | --------- | --------- | --------- | ------- |
| Cesar Ernesto De Cesare | K-1 200m    | 35,216     | 5.         | 35,936    | 8.        | 37,169    | 3. (B)    | 11.     |

### Kolarstwo

#### Kolarstwo szosowe
| Zawodnik    | Konkurencja                    | Czas | Pozycja |
| ----------- | ------------------------------ | ---- | ------- |
| Byron Guamá | wyścig ze startu wspólnego (m) | DNF  | DNF     |

#### Kolarstwo BMX
| Zawodnik      | Konkurencja | Eliminacje | Eliminacje | Ćwierćfinał | Ćwierćfinał | Półfinał | Półfinał | Finał | Finał   |
| Zawodnik      | Konkurencja | Wynik      | Miejsce    | Wynik       | Miejsce     | Wynik    | Miejsce  | Wynik | Miejsce |
| ------------- | ----------- | ---------- | ---------- | ----------- | ----------- | -------- | -------- | ----- | ------- |
| Alfredo Campo | mężczyźni   | 36,463     | 27.        | 8           | 8.          | NQ       | NQ       | NQ    | NQ      |

### Lekkoatletyka
Mężczyźni
Konkurencje biegowe
| Zawodnik           | Konkurencja | Eliminacje | Eliminacje | Ćwierćfinał | Ćwierćfinał | Półfinał | Półfinał | Finał   | Finał   |
| Zawodnik           | Konkurencja | Wynik      | Miejsce    | Wynik       | Miejsce     | Wynik    | Miejsce  | Wynik   | Miejsce |
| ------------------ | ----------- | ---------- | ---------- | ----------- | ----------- | -------- | -------- | ------- | ------- |
| Jami Segundo       | maraton     |            |            |             |             |          |          | 2:31:07 | 124.    |
| Bayron Piedra      | maraton     |            |            |             |             |          |          | 2:14:12 | 18.     |
| Miguel Almachi     | maraton     |            |            |             |             |          |          | 2:23:00 | 85.     |
| Rolando Saquipay   | chód 50 km  |            |            |             |             |          |          | 4:07:29 | 34.     |
| Claudio Villanueva | chód 50 km  |            |            |             |             |          |          | 4:19:33 | 45.     |
| Andrés Chocho      | chód 50 km  |            |            |             |             |          |          | DSQ     | DSQ     |
| Andrés Chocho      | Chód 20 km  |            |            |             |             |          |          | DSQ     | DSQ     |
| Mauricio Arteaga   | Chód 20 km  |            |            |             |             |          |          | DSQ     | DSQ     |
| Brian Pintado      | Chód 20 km  |            |            |             |             |          |          | 1:23:44 | 37.     |

Kobiety
Konkurencje biegowe
| Zawodnik          | Konkurencja | Eliminacje | Eliminacje | 1 Runda | 1 Runda | Półfinał | Półfinał | Finał   | Finał   |
| Zawodnik          | Konkurencja | Wynik      | Miejsce    | Wynik   | Miejsce | Wynik    | Miejsce  | Wynik   | Miejsce |
| ----------------- | ----------- | ---------- | ---------- | ------- | ------- | -------- | -------- | ------- | ------- |
| Silvia Paredes    | maraton     |            |            |         |         |          |          | 2:48:01 | 95.     |
| María Elena Calle | maraton     |            |            |         |         |          |          | 2:48:39 | 99.     |
| Rosa Chacha       | maraton     |            |            |         |         |          |          | 2:48:52 | 100.    |
| Paola Pérez       | Chód 20 km  |            |            |         |         |          |          | 1:33:53 | 24.     |
| Magaly Bonilla    | Chód 20 km  |            |            |         |         |          |          | 1:34:54 | 27.     |
| Maritza Guaman    | Chód 20 km  |            |            |         |         |          |          | 1:35:56 | 36.     |
| Ángela Tenorio    | 100 m       | BYE        | BYE        | 11,35   | 3.      | 11,14    | 5.       | NQ      | NQ      |
| Narcisa Landazuri | 100 m       | BYE        | BYE        | 11,38   | 4.      | 11,27    | 6.       | NQ      | NQ      |
| Ángela Tenorio    | 200 m       | BYE        | BYE        | 22,94   | 4.      | 22,99    | 7.       | NQ      | NQ      |

### Pływanie
Mężczyźni
| Zawodnik            | Konkurencja    | Eliminacje | Eliminacje | Półfinał | Półfinał | Finał     | Finał   |
| Zawodnik            | Konkurencja    | Czas       | Miejsce    | Czas     | Miejsce  | Czas      | Miejsce |
| ------------------- | -------------- | ---------- | ---------- | -------- | -------- | --------- | ------- |
| Esteban Enderica    | 1500m dowolnym | 15:10,15   | 23.        | -        | -        | NQ        | NQ      |
| Ivan Enderica Ochoa | 10 km          |            |            |          |          | 1:53:16,2 | 16.     |

Kobiety
| Zawodniczka      | Konkurencja | Eliminacje | Eliminacje | Półfinał | Półfinał | Finał     | Finał   |
| Zawodniczka      | Konkurencja | Czas       | Miejsce    | Czas     | Miejsce  | Czas      | Miejsce |
| ---------------- | ----------- | ---------- | ---------- | -------- | -------- | --------- | ------- |
| Samantha Arévalo | 10 km       |            |            |          |          | 1:57:27,2 | 9.      |

### Podnoszenie ciężarów
Mężczyźni
| Zawodnik       | Konkurencja | Rwanie | Rwanie  | Podrzut | Podrzut | Razem  | Pozycja |
| Zawodnik       | Konkurencja | Wynik  | Pozycja | Wynik   | Pozycja | Razem  | Pozycja |
| -------------- | ----------- | ------ | ------- | ------- | ------- | ------ | ------- |
| Fernando Salas | +105 kg     | 184 kg | 15.     | 221 kg  | 13.     | 405 kg | 14.     |

Kobiety
| Zawodniczka       | Konkurencja | Rwanie | Rwanie  | Podrzut | Podrzut | Razem  | Pozycja |
| Zawodniczka       | Konkurencja | Wynik  | Pozycja | Wynik   | Pozycja | Razem  | Pozycja |
| ----------------- | ----------- | ------ | ------- | ------- | ------- | ------ | ------- |
| Alexandra Escobar | −58 kg      | 100 kg | 4.      | 123 kg  | 5.      | 223 kg | 4.      |
| Neisi Dajomes     | −69 kg      | 107 kg | 6.      | 130 kg  | 9.      | 237 kg | 7.      |

### Strzelectwo
Kobiety
| Zawodnik     | Konkurencja            | Kwalifikacje | Kwalifikacje | Finał | Finał   |
| Zawodnik     | Konkurencja            | Wynik        | Pozycja      | Wynik | Pozycja |
| ------------ | ---------------------- | ------------ | ------------ | ----- | ------- |
| Andrea Perez | pistolet sportowy 25 m | 561          | 37.          | NQ    | NQ      |

### Triathlon
| Zawodnik        | Konkurencja | Pływanie (1,5 km) | Zmiana 1 | Jazda na rowerze (40 km) | Zmiana 2 | Bieg (10 km) | Czas    | Pozycja |
| --------------- | ----------- | ----------------- | -------- | ------------------------ | -------- | ------------ | ------- | ------- |
| Elizabeth Bravo | kobiety     | 20:10             | 0:55     | 1:05:54                  | 0:44     | 1:01:58      | 2:07:52 | 47.     |

### Wioślarstwo
Mężczyźni
| Zawodnik            | Konkurencja | Eliminacje | Eliminacje | Repesaż | Repesaż | Ćwierćfinały | Ćwierćfinały | Półfinały E/F | Półfinały E/F | Półfinały A/B | Półfinały A/B | Finał E/F | Finał E/F | Finał A/B | Finał A/B | Miejsce |
| Zawodnik            | Konkurencja | Czas       | M.         | Czas    | M.      | Czas         | M.           | Czas          | M.            | Czas          | M.            | Czas      | M.        | Czas      | M.        | Miejsce |
| ------------------- | ----------- | ---------- | ---------- | ------- | ------- | ------------ | ------------ | ------------- | ------------- | ------------- | ------------- | --------- | --------- | --------- | --------- | ------- |
| Bryan Sola Zambrano | M1x         | 7:48,77    | 5.         | 7:28,30 | 4.      | NQ           | NQ           | 7:52,86       | 3.            | NQ            | NQ            | 7:53,54   | 4.        | NQ        | NQ        | 28.     |

### Zapasy
Mężczyźni – styl klasyczny
| Zawodnik               | Konkurencja | Kwalifikacje     | 1/8                | Ćwierćfinał      | Półfinał         | Repesaż 1        | Repesaż 2        | Finał            | Finał   |
| Zawodnik               | Konkurencja | Przeciwnik Wynik | Przeciwnik Wynik   | Przeciwnik Wynik | Przeciwnik Wynik | Przeciwnik Wynik | Przeciwnik Wynik | Przeciwnik Wynik | Pozycja |
| ---------------------- | ----------- | ---------------- | ------------------ | ---------------- | ---------------- | ---------------- | ---------------- | ---------------- | ------- |
| Andreas Montano Arroyo | −59 kg      |                  | Wang Lumin P 0 – 4 | NQ               | NQ               | NQ               | NQ               | NQ               | 17.     |

Kobiety – styl wolny
| Zawodnik          | Konkurencja | Kwalifikacje                   | 1/8              | Ćwierćfinał      | Półfinał         | Repesaż 1        | Repesaż 2        | Finał            | Finał   |
| Zawodnik          | Konkurencja | Przeciwnik Wynik               | Przeciwnik Wynik | Przeciwnik Wynik | Przeciwnik Wynik | Przeciwnik Wynik | Przeciwnik Wynik | Przeciwnik Wynik | Pozycja |
| ----------------- | ----------- | ------------------------------ | ---------------- | ---------------- | ---------------- | ---------------- | ---------------- | ---------------- | ------- |
| Lissette Castillo | −58 kg      | Mariana Cherdivara Esanu P 0:3 | NQ               | NQ               | NQ               | NQ               | NQ               | 19.              |         |